# Osičina

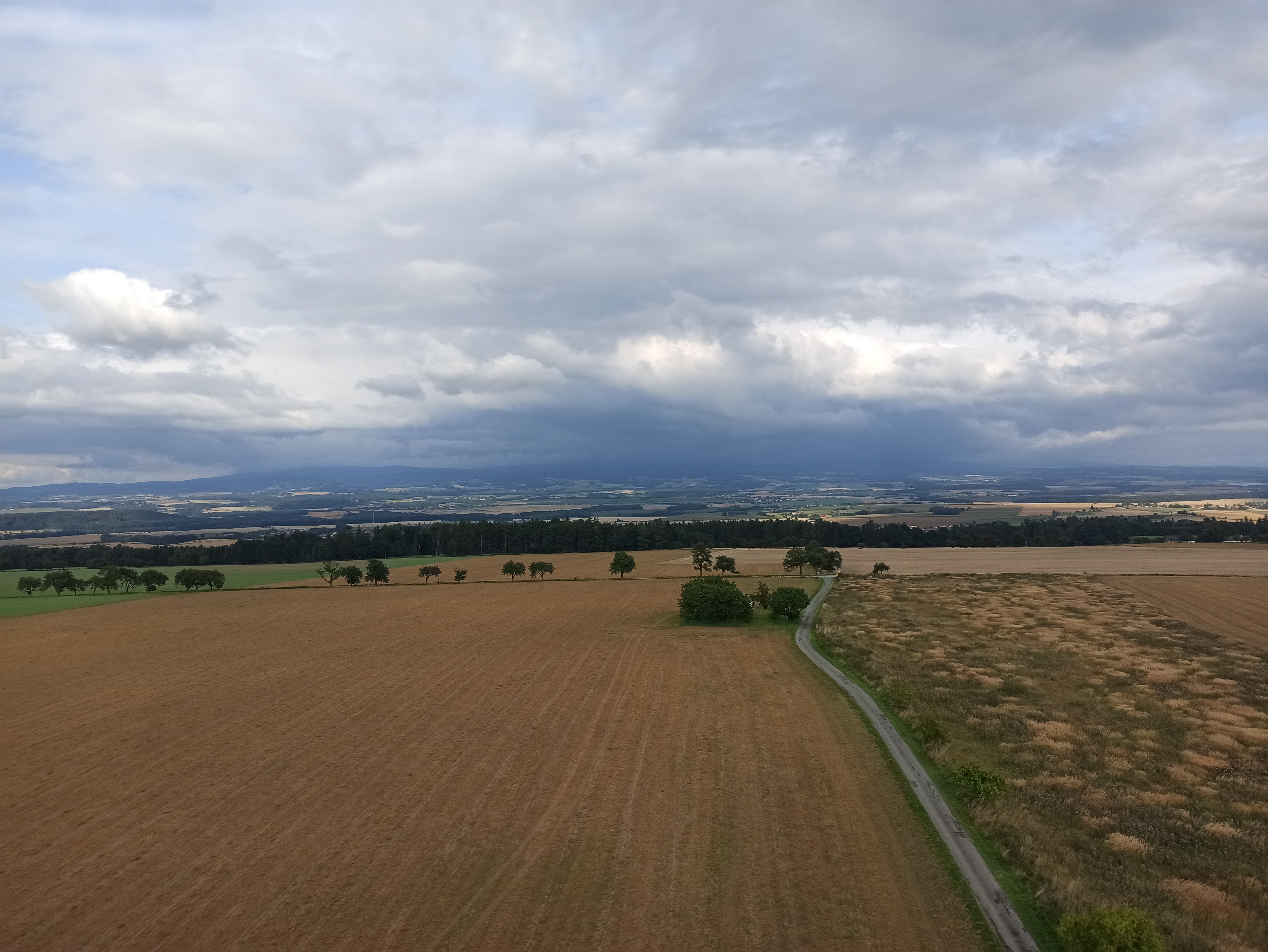
Pohled na vrch Osičina (vpravo od cesty) ze stejnojmenné rozhledy

Osičina (416 m n. m.) je vrch v okrese Rychnov nad Kněžnou Královéhradeckého kraje. Leží asi 1 km ssz. od vsi Vojenice na trojmezí katastrálních území Vojenic, vsi Záhornice a obce Přepychy.
Na vrcholu Osičiny stojí ocelová rozhledna (zároveň stožár mobilního operátora) otevřená v roce 2004. Celková výška věže činí 54 metrů, vyhlídková plošina se nachází v úrovni 33 metrů nad zemí. Z rozhledny se naskýtá nádherný kruhový výhled na Královéhradecko, Orlické hory, Krkonoše a Železné hory.

## Geomorfologické zařazení
Geomorfologicky vrch náleží do celku Orlická tabule, podcelku Třebechovická tabule a okrsku Opočenský hřbet.